# قرية ابن حمسان التراثية
قرية ابن حمسان، هي واحدة من القرى السياحية ذات الطابع المعماري التراثي الواقعة في خميس مشيط جنوب المملكة العربية السعودية. وقد أصبحت من أشهر القرى على مستوى منطقة عسير، وقد زار القرية على مستوى المملكة عدد من أصحاب السمو الأمراء، والمعالي الوزراء، ورواد الفكر والأدب، كما زارها على المستوى الدولي عدد من الوفود الأوروبية والأمريكية والآسيوية، إلى جانب السياح من داخل المملكة وخارجها.

## الفكرة والنشأة
يلاحظ حرص القادمون من خارج منطقة عسير وخاصة المهتمون بالتراث والتاريخ على زيارة المتاحف، والأفراد ممن لديهم مقتنيات أثرية وتاريخية وتراثية، وكان ممن لاحظ ذلك الأستاذ (ظافر بن عبد الله ابن حمسان)، ففكر في إنشاء هذه القرية التراثية، وقد تحدث عن فكرة الإنشاء وهدفها فيما نصه: «إن الفكرة من إنشاء هذه القرية تعود إلى إيمانه العميق بأن التراث يمثل ماضياً عريقاً يحكي قصة حياة وكفاح إنسان هذه المنطقة، وما كان يعانيه من مشاق وتحديات، فقد علمته الحياة كيف يبني، وكيف يزرع، وكيف يلبس، وكيف يصنع، ونحن وزوار هذه المنطقة وسواحها باشتياق شديد لمعرفة الماضي ورؤيته على الطبيعة، ومقارنته بالعصر الحاضر الذي نعيشه: ليعرف الجميع ماذا حدث من تغيير في العهد السعودي الزاهر الذي نعيشه، بالإضافة إلى حاجتنا الملحة إلى توثيق حياة الماضي بكل ما فيها من معطيات حضارية، سواءًا أكانت اجتماعية أم زراعية أم معمارية أم تجارية، خصوصًا وقد تغير كل شيء تغيرًا يكاد يكون جذريًا، وفي خلال فترة زمنية قياسية، ومن هنا جاءت فكرة هذه القرية، والتي نسعى من خلالها إلى ربط جيل الحاضر بماضيهم من خلال تصاميم مباني القرية، أو من خلال ما يعرض فيها من مقتنيات».

## أجزاء القرية

### القصر التراثي
تم بناء القصر على الطراز المعماري الخاص بالمناطق الجبلية في منطقة عسير، حيث بني من الحجر، ويتكون القصر من 4 أدوار، وتتضمن مجلس النساء، ومجلس الرجال، ووغرفة النوم، وجلسة العائلة ويوجد في هذه الجلسة (الصلل) أو (الوجار)، كما يضم القصر الشنعة (المطبخ)، ومن محتويات القصر الصور القديمة لبعض أسواق منطقة السراة وقراها، ويتزين القصر ببعض الزخارف والنقوش المحلية والمسمية بـ (القط)، وتقوم المرأة العسيرية بعمل هذه النقوش.

### المتحف
يحوي مجموعة الوثائق القديمة الهامة، بالإضافة إلى القطع التراثية المستخدمة قديمًا في المنطقة مثل: الأدوات الزراعية، وأدوات النقل والسفر، وبعض الأدوات المستخدمة في الطب الشعبي، ويوجد في المتحف ركن خاص بالمرأة وأدوات زينتها وحليها، كما يوجد ركن آخر خاص بالرجل يعرض أسلحته وملابسه.

### المسرح
يمثل تصميم المسرح لوحة فنية متكاملة عن منطقة عسير، وتقام عليه العروض المسرحية والفنية، والأمسيات الشعرية، وبعض الرقصات والفنون الشعبية المحلية.

### ركن التحف والهدايا
وهذا الركن مخصص لبيع جميع الأدوات التي كانت تباع قديمًا في منطقة عسير، مثل: الأدوات الخشبية والأدوات المصنوعة من الخوص والحجر والفخار، إلى جانب بعض الحلي والمنسوجات والملبوسات، والمواد الغذائية كالعسل البلدي والسمن.

### ركن الجهوة للقهوة
يقدم في هذا الركن جميع المشروبات الساخنة، وقد سميت بالجهوة نسبة إلى مدينة الجهوة الأثرية في محافظة النماص، وقد تحدث الهمداني عن الجهوة في كتابه (صفة جزيرة العرب) باعتبارها أكبر مدن السراة وأكبر المدن الأثرية فيها.

### المطاعم الشعبية
خصص هذا القسم للمطاعم الشعبية التي تقدم الأكلات الشعبية التيتشتهر بها المنطقة إلى جانب بعض الأكلات الحديثة، وقد صمم هذا القسم على الطراز المعماري القديم لمنطقة عسير، حيث توجد الآدباب، والصصلل، والزخارف القديمة (القط)، وتملأ المكان روائح نباتية تشتهر بها المنطقة مثل: الريحان والبرك والكادي والفل والورد والشيح والشار وغيرها.

## وصلات خارجية
- قرية ابن حمسان التراثية
- قرية ابن حمسان التراثية
- وقفة وفاء مع إبداع ابن حمسان!